# Самосата

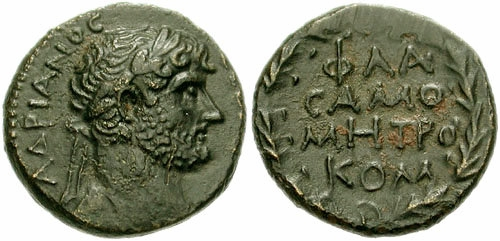
Монета Адриана из Самосаты

Самоса́та (арм. Սամոսատ, Արշամաշատ, Самосат, Аршамаша́т; др.-греч. Σαμόσατα; сир. ܫܡܝܫܛ (šmīšaṭ)) — древний город на западном берегу Евфрата. История города началась во III веке до н. э., когда он был основан правителем Самом I как столица Коммагенского царства на территории Леванта, в исторической Армении. Ныне его руины, расположенные возле турецкого города Самсат (провинция Адыяман), находятся под водой после строительства плотины Ататюрка.
Аммиан Марцеллин в Римской истории пишет о Самосате:
…мы же стояли с некоторого времени в Самосате, славной некогда столице царства Коммагены
.
В Самосате находилась переправа на важном торговом пути с Востока на Запад. Переправу в Самосате также упоминает Аммиан.
С Самосатой связаны многие страницы истории христианской церкви. В лике святых прославлены самосатские мученики, пострадавшие в Самосате во время великого гонения при императоре Диоклетиане. В период борьбы с арианством епископскую кафедру в Самосате занимал поборник православия священномученик Евсевий епископ Самосатский. Самосата — родина известного ересиарха Павла Самосатского, последователи которого называли себя самосатцами.

## Известные уроженцы
- Лукиан (II век) — древнегреческий писатель и ритор.
- Павел Самосатский (III век) — епископ Антиохии в 260—268 годах.